# 小林源文
小林源文（日语：こばやし もとふみ；1951年1月28日—），是日本男性戰爭漫畫家與插畫家，1951年出生在日本福島縣，畢業自川崎市立工業學院，自少年時代便對軍事武器和漫畫有濃厚興趣，22歲時替日本學研控股繪製X戰車圖鑑等有關武器及戰史的漫畫系列。

## 作品列表
以下以出版時間和類型排列:

### 二戰題材的作品
- 壯烈！德國裝甲兵團(1975年)

介紹：小林源文的處女作，是和中西立太合著的作品，描繪了二戰德國裝甲師的戰鬥。
- X戰車圖鑑(1975年)

介紹：和竹内昭合著的作品，內容介紹古今各種坦克。
- 黒騎士物語(1985年)

介紹：為小林源文的成名作，描寫在1943年秋天衛城作戰後，德軍東部戰線惡化，黑騎士第8中隊和蘇軍奮戰的故事。
- 裝甲兵前進！(1986年)

介紹：以德蘇戰爭為主要背景，描繪戰爭英雄的事蹟。
- 裝甲擲彈兵(1987年)

介紹：描繪德意志裝甲兵以勇氣與高超戰技寫下的慘烈紀事。
- 街道上的怪物(1988年)

介紹：是以英日美蘇及芬蘭的飛行員與戰車兵為主角，再依據史實改編而成。
- 裝甲戰爭(1988年)

介紹：講述德蘇戰爭中在蘇軍反攻後隸屬於榮耀『大德意志師』特遣營的維爾納班拼死奮戰的故事。
- 戰車之王-鋼鐵的死神(1989年)

介紹：講述德軍虎式戰車英雄指揮官魏特曼(Michael Wittmann)的戰紀。
- 新裝版時空特戰隊(1989年)

介紹：講述五個未來戰士穿越到1944年戰況激烈的歐洲戰線去制止德軍的原子彈計畫。
- 炎之騎士：德國戰鬥英雄派普的生與死(1990年)

介紹：講述德國戰鬥英雄派普的指揮官戰紀。
- Zbv戰鬥群(1993年)

介紹：講述一個由被捕的逃兵與違犯軍規的士兵所組成的德軍懲戒營執行任務的故事。
- 福字虎戰車(1993年)

介紹：講述1939年諾蒙汗戰役中僥倖生還的日本軍官，因緣際會成為德軍武裝親衛隊的一員。
- 東亞總統特務隊(1995年)

介紹：講述1943年春天一支奉希特勒密令成立，由日本人組成的武裝突擊隊暗地在蘇聯執行破壞的故事。
- 日爾曼騎士:WWII德軍戰記(1999年)

介紹：講述德軍奮戰殺敵的故事。
- 鋼鐵的野獸:WWII德國裝甲師戰記(2001年)

介紹：講述二戰德國裝甲師的榮耀與奮戰。
- 紅鬍子作戰(2001年)

介紹：講述巴巴羅薩行動的故事。
- 颱風作戰(2002年)

介紹：1941年10月東部戰線的德軍收到命令，行動代號是「颱風」，目標是搏命突進蘇聯首都莫斯科。
- 柏林最後攻防戰(2002年)

介紹：講述柏林淪陷前德軍誓死抵抗盟軍攻擊的故事。
- 藍色作戰(2003年)

介紹：1942年6月，德軍發動藍色作戰，在激戰之後抵達史達林格勒， 迎接他們的是戰史上最大的慘劇。
- 狼之炮聲(2005年)

介紹：講述未來世界的妙叔叔無意中救了年輕時投河自殺的希特勒，導致二十年後的二次大戰，德軍的「裝甲哈根」與俄軍的戈羅多克在戰場上廝殺。
- ZERO太平洋戰記「開戰編」(2010)

介紹：描述珍珠港事件與後續的美日空戰。

### 科幻題材的作品
- 孤獨戰士蓋茲(1987年)

介紹：核戰爆發後，包括東京的許多地區成為廢墟，英雄蓋茲和蘇聯野心家製造的機械生化人決一死戰。
- 少尉預官海特(1989年)

介紹：海軍陸戰隊的女軍官海特在外太空星球上，領導陸戰隊隊員與險惡的外星人奮力戰鬥的英勇故事。

### 越戰題材的作品
- 越戰狂想曲(1998年)

介紹：以動物作為人物形體來敘述越戰。
- 越南戰爭(1999年)

介紹：敘述越戰的戰鬥歷程。

### 近代事件的作品
- 御巢鷹山的炎熱之夏(御巣鷹山の暑い夏)(2010)

介紹：描述日本航空123號班機空難之後，日本自衛隊到現場回收遺體的經歷。

### 歷史預想的作品
- 東京浴血戰(1991年)

介紹：就在199X年日本親蘇的聯合政權上台，撕毀美日安保條約，逼迫美國撤離駐軍，以國家安全為由限制自衛隊出入調動，在親蘇政權和蘇聯簽下「日蘇友好親善條約」之後，蘇聯卻突然由新潟入侵日本。
- 聖戰武士(1999年)

介紹：KGB命令特種部隊到阿富汗執行蘇聯的最後一次任務，目標是活捉支持當地游擊隊的日本顧問。
- 奧美加7(2003年)

介紹：奧美加部隊，是基於日本國家利益而秘密成立、凌駕於國際法之上、甚至可強行驅離聯合國和平部隊。這些人隨時準備投入紛爭地區展開殊死格鬥。
- 自衛隊特殊部隊SOG(2011年)

介紹：題材與奧美加J類似，一樣描述日本秘密的特殊部隊。
- 第三次世界大戰(2011年)

介紹：背景設定在蘇聯未瓦解的199X年，蘇聯為挽救國家困境而孤注一擲和歐美全面開戰!
- 第二次韓戰(2012年)

介紹：在90年代北韓代表說出:「使首爾變成一片火海」之後，作者以當時兩韓緊張的局勢構思這本漫畫。

### 改編作品
- 少女與戰車(2021年首版)，改編架空的體育活動，把駕駛坦克當作射擊或賽車等運動來描述。

## 链接
- Motofumi Kobayashi at Lambiek's Comiclopedia
- 大漫画资料库上的页面：Motofumi Kobayashi
- 漫画书数据库：Motofumi Kobayashi